# Franz Xaver Schwarz (Maler)
Franz Xaver Schwarz (* 29. November 1822 in Rottenburg am Neckar; † 24. Juli 1904 in Stuttgart) war ein württembergischer, eng mit Rottenburg verbundener Porträtmaler und Gründer der Rottenburger Kunstschule.

## Leben
Franz Xaver Schwarz stammte aus der „ehrsamen Stadtratsfamilie des »Schlossermartene«“, Martin Schwarz (1781–1850), eines Schlossermeisters, der auch Gemeinderat war, und dessen Frau Katharina geb. Schraivogel (1791–1859) und hatte zwei jüngere Schwestern. Nach der Volksschule besuchte er die städtische Latein- und Realschule in Rottenburg. Er war körperlich schwach und gesundheitlich schwächlich, so dass er immer wieder krank war; es war nicht zu erwarten, dass er ein hohes Alter erreichen würde. Zwar hatte er schon als Junge künstlerische Begabung gezeigt, doch seine Eltern wollten, dass er einen bodenständigen Beruf erlernen sollte. Seine gesundheitliche Konstitution berücksichtigend bestimmten sie ihn für die Konditorlehre, die er in Rottenburg absolvierte. Erst mit 24 Jahren, 1847, ging er nach Stuttgart, um weitere Erfahrungen als Konditor zu sammeln und erwarb sich während der zwei Jahre, die er dort verbrachte, bei mehreren Firmen einen guten Ruf. Doch er fühlte sich nicht erfüllt, da er seine künstlerische Begabung nicht nutzte.
1849 ging er an die Kunstakademie nach München, wo er Porträtmalerei studierte. Er war ein begeisterter und eifriger Student, der jede Minute dem Ziel widmete, die Maltechnik und Bildkomposition zu beherrschen, um ausdrucksstarke Bildnisse schaffen zu können. Bald konnte er sich mit den Besten seiner Zeit messen und die Aufmerksamkeit der höchsten Kreise auf sich ziehen.
1851 kehrte Schwarz nach Rottenburg zurück und kurz darauf – als sein erstes Werk in Rottenburg – malte er ein Bildnis der sechsundzwanzigjährigen Josefine Fischer, Tochter des Waldhornwirtes Andreas Fischer. Bald übernahm er die Stelle des Zeichenlehrers an der städtischen Latein- und Realschule. Der königlich württembergische Regierungsrat Ferdinand von Steinbeis, der damals Leiter der Zentralstelle für Handel und Gewerbe war, erkannte bald das künstlerische Talent von Schwarz und schickte ihm talentvolle Schüler, die mit Hilfe staatlicher Stipendien Kunst lernen sollten. Mit der Unterstützung von Steinbeis konnte Schwarz eine private Kunstschule, die sich in der ehemaligen Zehntscheuer befand, als erste Kunstschule Württembergs – eine Schule, die Lehre und Werkstatt verband – eröffnen. Mit der Zeit beschäftigte er in der Schule weitere Lehrer, während er selbst bis zu seiner Pensionierung ihr Leiter war. Um die künstlerische Bildung der Schüler zu fördern, wurden damals Schulausstellungen in Stuttgart organisiert. Die Arbeiten der Rottenburger Schüler hoben sich so sehr vom Niveau anderer Arbeiten ab, dass es Differenzen darüber gab, ob sie überhaupt noch zugelassen werden durften. Die endgültige Zulassung verdankten sie nur einer Entscheidung Steinbeis', der höchste Leistungen als höchstes Ziel des Unterrichts ansah und die Arbeiten Rottenburger Schüler gerne als Schmuckstücke der Schulausstellungen bei sich sah. 1859 und 1866 wurden Arbeiten der Schwarz-Schüler in Stuttgart ausgezeichnet.
Schwarz hatte einen sehr guten Kontakt zu seinen Schülern, wie ein Vater, der nicht nur Zeit für Gespräche mit ihnen fand, sondern auch, falls es nötig war, mit seinem Geld half. Das war möglich, weil er selbst nicht nur ein offenes Ohr für Probleme der Jugendlichen hatte, sondern auch, weil er unverheiratet geblieben war. Zu seinen Schülern gehörten: Albert Hahn, späterer Professor und Leiter einer staatlichen Schnitzereischule in Ungarn; Adolf Hofmeister (* 18. April 1856 in Tübingen), späterer Bildhauer in Siebenbürgen; Ferdinand Huttenlocher, späterer Lehrer an der Kunstgewerbeschule in Bern († 1880); Koch, späterer Professor und Schulvorstand in Furtwangen; Bonifaz Locher, späterer Maler in München; Sautermeister, späterer Bildhauer und Lehrer der städtischen Gewerbeschule in Stuttgart; Richard Schiebel (1841–1898), späterer Zeichenlehrer in der Schwarzschen Kunstschule in Rottenburg und ab 1882 Schwarz’ Nachfolger als Leiter des Zeichenschule; Weidle, späterer Zeichenlehrer in Tübingen und Eduard Wiedmaier (1857–1951), späterer Maler in Rottenburg, sowie Carl Dehner, späterer Kirchenmaler im württembergischen Raum.
Schwarz erkannte früh den Wert der Fotografie als Vorlagenblätter für den kunsthandwerklichen Zeichenunterricht und setzte sich für deren Verbreitung ein. In diesem Zusammenhang gehörte er zur Gruppe von drei Herausgebern des Mappenwerks von Paul Sinner mit dem Titel Sammlung Schwäbischer Baudenkmale und Kunstarbeiten, das in Lieferungen von 1876 bis 1915 erschien. Dabei beriet er Sinner, welche Objekte dieser fotografieren und welche Fotos er endgültig für die Mappen auswählen sollte.
Neben seiner pädagogischen und herausgeberischen Tätigkeit porträtierte Schwarz systematisch. In Anbetracht seiner Verdienste bekam er 1867 im Zusammenhang mit der Weltausstellung in Paris vom König Karl von Württemberg den Professorentitel. 1873 nahm Schwarz an der Weltausstellung in Wien teil. Bei der Pensionierung 1882 erhielt er die württembergische Medaille für Kunst und Wissenschaft.
Schwarz wohnte das ganze Leben im elterlichen Haus in der Königstraße direkt neben dem »Waldhorn«, in dem sich auch sein Atelier befand. Am 25. Mai 1891 brach in der Königsstraße ein Brand aus, dem sechs Gebäude zum Opfer fielen, darunter auch sein Haus. Mit Schwarz’ Haus wurden auch zahlreiche seiner Werke und sein Archiv vernichtet. Da er zu diesem Zeitpunkt schon fast 69 Jahre alt und sein Gesundheitszustand schlecht war, entschied er sich dann, zu seiner jüngeren Schwester Pauline nach Stuttgart zu ziehen, wo er versorgt wurde und so die letzten Jahre seines Lebens verbrachte. An seiner Beerdigung in Stuttgart nahm eine städtische Delegation aus Rottenburg teil.

## Schwarz als Mensch und sein Erbe
Schwarz zeichnete eine bestimmte Eigenwilligkeit und zähe Ausdauer aus. Er verließ sich in erster Linie auf sich. Er war heimatverbunden und sein katholischer Glaube war geprägt von „lauterer Frömmigkeit“. Zu seiner Lebzeiten war er in Rottenburg gut bekannt.
Franz Xaver Schwarz ist heutzutage weitgehend vergessen. Es liegt daran, dass er Porträts malte, die in private Hände kamen. Kein Museum – auch nicht das Sülchgau-Museum in Rottenburg – besitzt seine Gemälde, was es unmöglich macht, ein gesellschaftliches Bewusstsein, auch im beschränkten Rahmen, die Erinnerung an Schwarz wach zu halten. Von seinen Zeitgenossen wurde er für die Trefflichkeit seiner Porträts gelobt. Der Kunsthistoriker Werner Fleischhauer urteilte: „Unter seinen zahlreichen Bildnissen sind kräftige und lebensvolle neben recht konventionellen im Sinne der modernen Porträtauffassung.“

## Ausstellung von 1914

### Organisation der Ausstellung
Bereits 1906 war es beabsichtigt, in Verbindung mit der Gewerbeausstellung eine Ausstellung der Gemälde von Schwarz zu seiner Erinnerung in Rottenburg zu organisieren. Dieses Vorhaben musste aufgegeben werden, da die Anzahl der Gegenstände, die in der Gewerbeausstellung gezeigt werden sollten, sich als so groß erwies, dass es in Rottenburg keine Räumlichkeiten gab, die gleichzeitig noch die Gemäldeausstellung fassen konnten.
Dies wurde 1914 nachgeholt im Rahmen der zweiten Rottenburger Gemälde-Ausstellung, einer Reihe, die 1912 mit von Karl Schickhardt angeregt und benannt wurde. Die Ausstellung fand vom 30. Mai bis 20. Juli 1914 in der Klause in Rottenburg statt. Da sämtliche Gemälde nur mit einer Ausnahme sich im Besitz von verschiedenen Privatpersonen befanden, war es kein kleiner Aufwand, sie alle zu der Ausstellung zusammenzuführen. Die zweite Rottenburger Gemäldeausstellung, die der Erinnerung an Franz Xaver Schwarz gewidmet war, zeigte neben seinen Gemälden auch einige Bilder von Eugen Hofmeister, Karl Schickhardt, Willy Planck, einer Frau Finanzrat Bader geb. Hohnerlein und eines aus Tübingen stammenden, in München arbeitenden Malers M. Keller, sowie Plastiken von Theodor Schnell und der „Gebrüder Richard Walz“.

### Präsentierte Werke
In dieser Liste gibt es zwar auch zwei Ansichten, doch das sind Ausnahmen in der Regel, dass Schwarz ausschließlich Porträts malte.
- Martin Schwarz (* 16. September 1781; † 11. August 1850), sein Vater (gemalt aus dem Gedächtnis)
- Katharina Schwarz geb. Schraivogel (5. März 1791; † 7, August 1859), seine Mutter
- Elisabeth Schwarz (* 19. November 1824; † 13. Januar 1890), seine Schwester
- Pauline Schwarz (* 18. Juni 1827; 4. September 1905), seine Schwester
- Johann Abbt (* 1. März 1891; † 11. Januar 1877), Lithograf und Buchbinder in Rottenburg
- Helene Baur, Tochter des Oberamtsarztes in Rottenburg
- Marquard Daub, Rottenburger, der Kanzleirat in Ulm war
- Franz von Falkenstein (* 8. Oktober 1808; † 4. Januar 1878), Offizier (zuletzt Generalmajor) im königlich-württembergischen Reiter-Regiment
- Marie Therese von Falkenstein geb. von Krafft-Festenberg (* 14. Juni 1829; † 10. August 1913), Ehefrau des Vorherigen
- Josefine Fischer (* 13. März 1825), Tochter des Waldhornwirtes Andreas Fischer, spätere Kassierin des Elisabethenvereins und Inhaberin der Karl-Olga-Medaille (gemalt 1851)
- Creszentia Fischer, verheiratete Pfeifer (* 22. Januar 1831), jüngere Schwester von Josefine Fischer
- Karl Gfrörer (* 21. April 1807; † 10. Dezember 1872), Ökonom, Kronenwirt und Posthalter in Rottenburg
- Matthäus Heberle (* 21. September 1810; † 21. März 1904), Ehrenmitglied des katholischen Gesellenvereins und des Veteranenvereins
- Martin Hofmeister (* 3. November 1812; † 29. Januar 1864), Weinhändler und Ökonom, Vater von Eugen Hofmeister
- Katharina Hofmeister geb. Pfeifer (* 30. September 1819; † 9. August 1871), Mutter von Eugen Hofmeister
- Berta Holzherr (1832–1869), Schwester des Rottenburger Gemeinderats und Ehrenbürgers Gustav Holzherr, barmherzige Schwester in Straßburg
- Franz Ignaz von Jaumann (* 26. Januar 1778; † 12. Januar 1862), Dekan, Stadtpfarrer und Ehrenbürger von Rottenburg (die in Wiesbaden von K. Gerhardt gemalte Kopie wurde von Alfred Jaumann der Stadt Rottenburg geschenkt)
- Franz Xaver Klotz (* 2. Dezember 1791; † 2. Juli 1875), Oberamtsverweser in Tuttlingen, bischöflicher Sekretär
- Maria Elisabeth Klotz geb. Huber (* 12. April 1800; † 1. Januar 1869), Ehefrau des Vorherigen
- Andreas Köberle (* 24. November 1802; † 25. Mai 1881), Lehrer, Leiter der Präparandenschule, Organist und Chordirektor in Rottenburg
- Anton Martin (* 17. September 1825; † 30. Oktober 1863), Apotheker, Inhaber der Apotheke zum Einhorn in Rottenburg
- Walburga Martin geb. Holzherr (* 7. Januar 1834), Ehefrau des Vorherigen und spätere Klosterfrau in Graz
- Wendelin Neuer (* 14. Oktober 1810; † 21. Juli 1891), Kommerzienrat, Mitglied des Gemeinderats von Rottenburg und Landtagsabgeordneter in Stuttgart
- Josefine Neuer geb. Bellino (* 12. Mai 1812; † 24. Dezember 1859), Ehefrau des Vorherigen
- Anton Pfeifer (1809–1868), Kaufmann und langjähriger Gemeinderat von Rottenburg
- Anna Probst geb. Raidt (* 25. August 1833; † 15. August 1907), Ehefrau des Oberforstrats Moritz von Probst in Ellwangen (gemalt im März 1857)
- Adolf Raidt (* 2. September 1802; † 18. September 1863), Besitzer des Kurbades in Bad Niedernau
- Anna Maria Raidt geb. Hofmeister (* 6. März 1805; † 6. November 1869), Ehefrau des Vorherigen
- Matthäus Rebstock (* 1810; † 30. April 1892), Besitzer einer Seifensiederei, Frachtfuhrmann nach Stuttgart und Gemeinderat
- Constantin Riedlinger (* 19. Mai 1821), Ökonom und Gutsbesitzer auf Schloss Roseck
- Anna Riedlinger geb. Probst (* 3. Dezember 1822), Ehefrau des Vorherigen, Tochter des Obertribunalrats Franz von Probst, Freundin von Ottilie Wildermuth
- Karl von Schach (* 16. September 1781; † 6. Juli 1853), österreichischer Offizier (zuletzt Major) im Husaren-Regiment Nr. VI, „König von Württemberg“
- Fidel Schnell (* 24. März 1797), Major der Stadtgarde, Polizeiinspektor und Stadtrat von Rottenburg
- Marie Anna Stemmler geb. Vollmer, Mutter des in Biberach verstorbenen Kaufmanns Anton Stemmler
- Wilhelm von Tessin (* 4. Juni 1819), Freiherr zu Kilchberg
- Sophie von Tessin geb. von Tessin (* 29. Juli 1825), Ehefrau des Vorherigen
- Konrad Vollmer (* 18. November 1806; † 8. März 1878), Pfarrer in Wasserstetten und Daugendorf, „Kamerer für Ulm“
- Karl Weller (* 10. März 1843; † 26. Juni 1889), Rottenburger Kronenwirt
- Karl Winghofer (* 9. Oktober 1828; † 25. Januar 1889), verdienstvoller Rottenburger Lehrer sowie Organist und Chordirektor
- Frau und Kind des Bildhauers Andreas Colyns de Nole, Kopie nach einem Bild aus der Alten Pinakothek in München (gemalt während der Studienzeit, um 1850)
- Mädchen mit Erdbeeren
- Porträt eines Mannes, Kopie nach einem Gemälde von Rembrandt van Rijn in der Alten Pinakothek (gemalt während der Studienzeit, um 1850)
- Eine Schauspielerin von Nürnberg
- Lesendes Mädchen
- Studie eines Apostels
- Ansicht der alten Klause mit „Wirtschaft zur Unnot“
- Ansicht der alten Klause mit Kirschgraben